# 天主教多巴教區
天主教多巴教區（拉丁語：Dioecesis Dobana）是乍得一個羅馬天主教教區，屬恩賈梅納總教區。
教區成立於1989年3月6日，位於東洛貢區北部。2006年有教友68,456人（佔轄區總人口18.0%）、十個堂區、卅七名司鐸。自2014年1月30日前任主教彌格爾·魯索因年老退休後，教區主教從缺。